# آلفرد شافر
آلفرد شافر (به مجاری:  Alfréd Schaffer)‏ (۱۳ فوریهٔ ۱۸۹۳ – ۳۰ اوت ۱۹۴۵) بازیکن فوتبال اهل مجارستان بود.
از باشگاه‌هایی که در آن بازی کرده بود می‌توان به باشگاه فوتبال بازل، باشگاه فوتبال بایرن مونیخ، باشگاه فوتبال آستریا وین، باشگاه فوتبال هامبورگ، باشگاه فوتبال نورنبرگ، باشگاه فوتبال اسپارتا پراگ، و باشگاه فوتبال فرنتس‌واروش، باشگاه فوتبال آینتراخت فرانکفورت، باشگاه فوتبال ام‌تی‌کی بوداپست، باشگاه فوتبال ام‌تی‌کی بوداپست، باشگاه فوتبال اسپارتا پراگ، و باشگاه فوتبال ام‌تی‌کی بوداپست اشاره کرد.
او همچنین در تیم ملی فوتبال مجارستان بازی کرده بود.